# عبدالکریم الخطابی
محمد بن عبدالکریم الخطابی مشهور به امیر محمد ریفی(عربی: محمد بن عبد الكريم الخطابي؛ زاده ۱۸۸۲ – درگذشته ۶ فوریه ۱۹۶۳ (۸۰ سال)) در شهر اجدیر مراکش متولد شد. خاندان او از قبیله بنی وریاغل بودند و پدرش قاضی قبیله محسوب می‌شد.

## کودکی و جوانی
خاندان خطابی از قدیم‌الایام در منطقه ریف مرکزی و غربی به عنوان خاندان اهل علم و سیاست مشهور بوده و سمتهای قضایی و مدیریتی را بر عهده داشتند. محمد تحصیلات خود را در شهر خودش اجدیر، با حفظ قرآن و تعلیمات دینی آغاز کرد. سپس در شهرهای تطوان و فاس ادامه تحصیل داد. بعد از آن در مدرسه ای در شهر ملیله دروس دبیرستان را ادامه داد. تحصیلات دانشگاهیش را در دانشگاه قرویین شهر فاس انجام داد.

## اشتغال به عنوان قاضی القضات
محمد در دوران تحصیل در دبیرستان (از۱۹۰۷ تا ۱۹۱۳) به عنوان معلم و مترجم زبان اسپانیولی اشتغال داشت. همچنین او از سال ۱۹۱۰ در اداره امور محلی ملیله به عنوان مترجم کار می‌کرد و به صورت موازی از سال ۱۹۰۷ تا ۱۹۱۵ به عنوان خبرنگار در روزنامه اسپانیایی «تلگراما دیل ریف» مشغول به کار بود و در ستون روزانه عربی آن مقاله می‌نوشت. در سال ۱۹۱۳ به عنوان قاضی و سال بعد(۱۹۱۴) در سن ۳۲ سالگی به عنوان قاضی القضات ملیله معین شد.

## جنگ جهانی اول
محمد در خلال جنگ جهانی اول به دلیل فعالیتهای ضد استعماری مجازات شد. حکومت فرانسه او را به جاسوسی برای آلمان متهم کرده و در سال ۱۹۱۵ به زندان افتاد.

## مبارزه مسلحانه
در سال ۱۹۲۱، امیر محمد، قبائل مختلف مناطق ملیله و ریف را علیه سلطه خارجی متحد ساخت و به نبرد برای آزادی مراکش از استعمار پرداخت. برخی اشخاص از اقصی بلاد اسلامی به نهضت امیر محمد ریفی کمک مالی کردند. ازجمله این افراد، حاج عبدالعزیز خنجی- بازرگان ایرانی ساکن بحرین- بود.

## تبعید
در سال ۱۹۲۶ فرانسه، امیر محمد و خانواده اش را به جزیره رئونیون تبعید نمود. آنها بیست سال را در آنجا گذراندند. در سال ۱۹۴۷ به امیر اجازه داده شد در جنوب فرانسه اقامت کند. سپس او به مصر رفت و تا پایان عمر در آنجا ماند و جسدش در مقبره الشهدا قاهره دفن شد.